# 肯尼斯·格根
肯尼斯·格根（英語：Kenneth J. Gergen，1934年12月9日-），是美國斯沃斯莫爾學院心理學家和榮譽教授；後現代社會建構論的主要奠基者與倡導者。

## 生平
母親是奧比涅·孟格(Aubigne Munger)，父親是約翰·傑·格根，曾為杜克大學的數學系主任；其中一位兄弟是大衛·格根，是前白宮聯絡室主任。
格根成長於北卡羅來納的德罕。
1957年畢業於耶魯大學，隨後加入美國海軍；1963年在杜克大學獲得心理學博士學位，論文指導教授為愛德華·埃爾斯沃思·瓊斯。
之後到了哈佛大學的社會關係學系擔任助理教授，成為系上的導師和顧問委員會主席以及大學教育政策委員會的代表。
1967年開始往後十年擔任斯沃斯摩爾學院的心理系主任。
1982年，以《邁向社會知識的轉型》（Toward transformation in social knowledge））而奠定學術地位，到了1985年，以〈現代心理學中的社會建構主義運動〉（ The social constructionist movement in modern psychology）一文刊登在美國心理學會龍頭期刊《美國心理學家》而聲名大噪。
2006年榮譽退休後，擔任資深研究教授。先後到過海德堡大學、馬爾堡大學、羅馬大學、京都大學、阿道夫·伊瓦涅斯大學擔任客座教授。
1993年與同事合作成立了陶斯研究所，現今擔任該研究所的主席。
與瑪麗·格根結婚，是賓夕法尼亞州立大學的榮譽教授，專門研究女性研究和社會建構主義。

## 主要著作
- 《飽和的自我》(The Saturated Self: Dilemmas of Identity in Contemporary Life)，1991年，ISBN 978-046-507-185-2
- 《語境中的社會建構》（Social Construction in Context），2001年，ISBN 978-076-196-545-9
- 《醞釀中的變革：社會建構的邀請與實踐》（An Invitation to Social Construction），2009年，繁體中文版由心靈工坊出版，ISBN 978-986-357-017-2
- 《關係的存有：超越自我．超越社群》(Relational Being: Beyond Self and Community)，2016年，繁體中文版由心靈工坊出版，978-986-357-077-6
- 《關係的責任：永續對話的資源》（Relational responsibility），2020年，繁體中文版由心靈工坊出版，ISBN 978-986-357-165-0
- 《Toward transformation in social knowledge》，1982，ISBN 978-0-387-90673-7
- 《Historical social psychology. Hillsdale》，1984，ISBN 978-0-89859-349-5
- 《The social construction of the person》，1985，ISBN 978-0-387-96091-3
- 《Therapy as social construction》，1991，ISBN 978-0-8039-8302-1
- 《Realities and relationships, Soundings in social construction》，1994，ISBN 978-0-674-74930-6
- 《An invitation to social construction》，1999，ISBN 0-8039-8377-8
- 《Therapeutic realities, collaboration, oppression and relational flow》，2006，ISBN 978-0-7880-2166-4

## 外部連結
- 美國陶斯後現代學院院 （页面存档备份，存于）

- Kenneth Gergen （页面存档备份，存于）